# Andrea Vavassori
Andrea Vavassori (født 5. maj 1995 i Torino, Italien) er en professionel tennisspiller fra Italien.